# Teuvo Teräväinen
Teuvo Teräväinen (Helsinki, Finlandia, 11 de septiembre de 1994), apodado Turbo, Turbo Time o Finnish Cold, es un jugador profesional finlandés de hockey sobre hielo que se desempeña en la posición de extremo izquierdo en Carolina Hurricanes, equipo de la National Hockey League (NHL).

## Carrera
Fue seleccionado en la primera ronda en la NHL Entry Draft de 2012. En 2013 hizo su debut profesional con el equipo Chicago Blackhawks, en el cual jugó tres temporadas (2013-2016), después pasó a Carolina Hurricanes, donde lleva jugando ocho temporadas.